# Lamelluncia
Lamelluncia là một chi bướm đêm thuộc họ Geometridae.